# SD Gundam: Daizukan
SD Gundam: Daizukan (SDガンダム大図鑑) est un jeu vidéo développé et édité par Bandai en septembre 1994 sur Playdia. C'est une adaptation en jeu vidéo de la série basée sur l'anime Mobile Suit Gundam et notamment Super Deformed Gundam,.